# NGC 7709
NGC 7709 é uma galáxia lenticular (SB0) localizada na direcção da constelação de Aquarius. Possui uma declinação de -16° 42' 20" e uma ascensão recta de 23 horas, 35 minutos e 27,2 segundos.
A galáxia NGC 7709 foi descoberta em 21 de Outubro de 1886 por Lewis A. Swift.